# 巴黎第四区
巴黎第四区是法国首都巴黎市的20个区之一。
该区位于塞纳河的右岸，西部与第一区接邻；北部毗邻第三区，东面是十一区和十二区，塞纳河以南则是第五区。
第四区拥有文艺复兴时期的巴黎市政厅，以及文艺复兴式的孚日广场（Place des Vosges）、完全现代的龐畢度中心和中世纪风格的玛莱区南部，今天以巴黎的同性恋区著称（玛莱区北面较安静的部分属于第三区）。西岱岛的东部（包括巴黎圣母院）以及圣路易岛也属于第四区。

## 地理

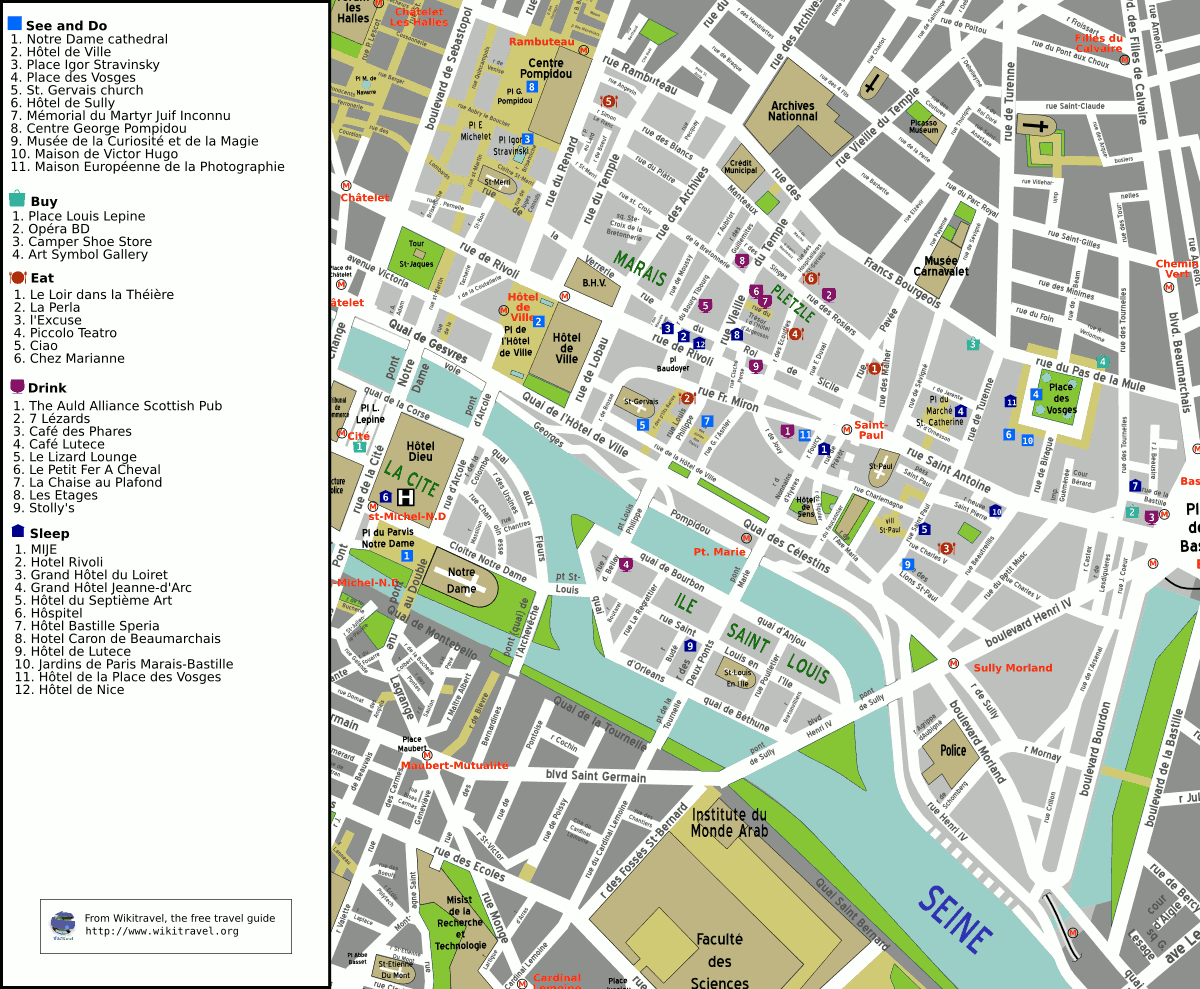
巴黎第四区地图

该区土地面积1.601 km²，是巴黎市第三小的区。

## 历史
公元前1世纪时，西岱岛上已经有人居住，居民是高卢的Parisii部落。公元5世纪，右岸开始形成居民点。自19世纪以来，玛莱区聚集了众多的犹太人，蔷薇街（Rue des Rosiers）位于犹太区的核心，有不少适应犹太教戒律的餐馆。1990年代以来，同性恋文化影响到该区，在市政厅附近开设了许多酒吧、咖啡馆。

## 人口
该区人口的峰值出现在1860年区划调整以前。1999年，该区人口为30,675人，提供工作岗位41,424个。

### 历史上的人口
| 年份            | 人口    | 密度 （人/km²） |
| --------------- | ------- | --------------- |
| 1861年 （峰值） | 108,520 | 67,783          |
| 1872年          | 95,003  | 59,377          |
| 1954年          | 70,944  | 41,638          |
| 1962年          | 61,670  | 38,520          |
| 1968年          | 54,029  | 33,747          |
| 1975年          | 40,466  | 25,275          |
| 1982年          | 33,990  | 21,230          |
| 1990年          | 32,226  | 20,129          |
| 1999年          | 30,675  | 19,160          |
| 2005年          | 28,600  | 17,864          |

## 名胜
- 市政厅巴扎百货公司（Bazar de l'Hôtel de Ville）
- 貝蒂（Berthillon）冰淇淋店
- 兵工厂图书馆（Bibliothèque de l'Arsenal）
- （Centre Georges Pompidou）
- 巴黎主宫医院（Hôtel-Dieu）
- 桑斯宫邸（Hôtel de Sens）
- 旭丽宫邸（Hôtel de Sully）
- 巴黎市政厅（Hôtel de Ville）
- 玛莱区（Le Marais）
- 蔷薇街（Rue des Rosiers）
- 查理曼中学（Lycée Charlemagne）
- 巴黎圣母院（Cathédrale Notre Dame de Paris）
- 圣礼拜堂（La Sainte-Chapelle）
- 警察总局（Prefecture de Police）
- 圣雅各伯塔（Saint-Jacques Tower）
- 圣盖法削和圣玻罗大削教堂
- 圣保禄圣路易教堂
- 岛上的圣路易教堂
- 过去的圣殿塔堡垒及监狱
- Temple du Marais

### 街道与广场
- 巴士底广场（部分位于十一区和十二区)，包括七月圆柱（Colonne de juillet）
- 市政厅广场,原Place de Grève
- 里窝利路（部分位于第一区）
- 孚日广场（部分位于第三区）